# Петасюк Олена Іванівна
Олена Іванівна Петасюк (нар. 1969 р.) — кандидат історичних наук та доцент кафедри новітньої історії України історичного факультету Київського національного університету імені Тараса Шевченка. Вивчає проблеми історії української державності у XX ст. — на початку ХХІ ст., відновлення незалежності та аналізує державне будівництво в сучасній Україні, історію українського конституціоналізму.

## Діяльність
У 1991 році закінчила з відзнакою історичний факультет Київського державного університету  імені Тараса Шевченка. 1994 р. захистила дисертацію «Виробнича діяльність споживчої та сільськогосподарської кооперації в УССР (1921—1929 рр.)». Загальний стаж роботи  36 років, з них стаж науково-педагогічної роботи складає 29 років. На посаді доцента кафедри новітньої історії України історичного факультету Київського національного університету імені Тараса Шевченка працює з 2001 року по теперішній час. Член профбюро історичного факультету, голова профбюро кафедри (2006—2020 р.), делегат профзборів історичного факультету та зборів трудового колективу.
В рамках гранту Президента України у 2006 р. видала у співавторстві ілюстровану хрестоматію «Національні традиції українського авангарду». У листопаді — грудні 2017 року проходила науково-педагогічне стажування в Люблінському науково-технологічному парку та Університеті Марії Кюрі-Склодовської  (місто Люблін, Республіка Польща) на тему «Освіта в галузі політології, соціології, історії та філософії: перспективні та пріоритетні напрями наукових досліджень» за фахом «Суспільні науки». За результатами стажування опубліковано статтю «Глобальне мислення та історична освіта» (2017).
У лютому 2022 р. встигла пройти науково-педагогічне стажування на тему «Трансформаційні процеси в європейському освітньому середовищі: сучасні виклики підготовки фахівців у вищий школі» за спец. 032 «Історія та археологія» в обсязі 6 кредитів ECTS (180 год.), місто Кельце, Науково-освітній консорціум, Польща; науково-освітній інноваційний Центр суспільних трансформацій (місто Чернігів). За результатами стажування опубліковано розвідку «Позиціонування історика та історії у суспільстві».

### Дисципліни, які викладає
- «Історія української та зарубіжної культури»
- «Україна в європейських інтеграційних процесах»
- «Історія українського мистецтва XX—XXI ст.»
- «Місце історії в інформаційній безпеці держави»
- «Історія України у художній літературі та художньому кіно»

## Навчально-методичні праці
- Історія України: Посібник. — К. : Вид. центр «Академія», 2001. — 480 с. — с. 266—316. (в співав., рекомендовано МОН України).
- Природа та традиції українського кооперативного руху: методичні вказівки із кооперативної історії України для студ. ІV курсу істор. ф-ту. — К.:  Науковий світ, 2001. — 16 с.
- Історія української та зарубіжної культури. Навч. посібник для студентів гуманітарних спеціальностей. — К.: Ін-т металофізики НАНУ ім.. Г. В. Курдюмова, 2009. — 168 с. (в співав.)
- Історія української авіації в особах: Посібник / За ред. В. М. Гребеннікова. — К.: НАУ, 2013. — 328 с. — с. 106—132. (в співавтор., рекомендовано МОН України).
- Сторінки історії українського мистецтва — К. : «Аграр Медіа Груп», 2014. — 52 с.
- Історія в художній літературі: Український досвід. Актуальні акценти. — К.: ТОВ "Видавництво «Кліо» ", 2018. — 48 с.

## Наукові праці
- Морально-психологічні аспекти голодомору як тоталітарного методу. — К. : Наук. світ, 2008. — 20 с.
- Осмислення євроінтеграційного та євроатлантичного поступу в контексті стратегії України // Європейські історичні студії: 2015. — № 1. — с. 62-76.
- Феномен «розстріляного відродження» (до 80 роковин розстрілів в урочищі Сандармох) // Вісник КНУ імені Шевченка. Серія «Історія». — К., 2017. — № 1(132). — 86 с. — с. 39-42.
- European vector of contemporary psychology, pedagogy and social sciences: the experience of Ukraine and the Republic of Poland: Collective monograph. Volume 1. Sandomierz: Izdevnieciba «Baltija Publishing», 2018. 512 p. — p. 322—346.
- Інформаційні виклики у контексті постмодерністичного світосприйняття // Вісник Львівського університету. Серія філос.-політолог. студії. — 2018. — Вип. 18. — С. 338—345.
- Українські кооператори у першому складі Генерального Секретаріату: до біографічного портрету // Київ. істор. студії: 2018. — № 1(6). — с. 84-85.[3]